# Makode Linde
Makode Aj Linde er en svensk kunstner.
Linde blev verdenskendt efter præsentation af et af hans kunstværker under  World Art Day-arrangementen på Moderna museet i Stockholm den 15. april 2012.
Kunstværket var en kombination af en kage og en performance.
Kagen var formet som en karikatur på en afrikansk kvindes krop i Venus fra Willendorf-agtig form, mens hovedet udgjordes af Lindes eget sminkede hoved i en blackface-agtig karikatur.
Da gæsterne ved arrangementet skulle skære kage ved kagekvindes underliv ville de foretage en slags kvindelig omskæring og samtidig skreg Linde af påtaget smerte.
Forskæringen blev foretaget af den svenske kulturminister Lena Adelsohn Liljeroth og optrinet blev filmet og lagt på Internettet hvor det spredte sig viralt.
Kunstværket og gæsternes reaktioner skabte voldsomt debat. 
En talsperson fra Afrosvenskarnas riksförbund, Kitimbwa Sabuni, udtalte at Adelsohn Liljeroth havde deltaget i en "smagløs racistisk manifestation" og krævede hendes afgang.
Liljeroth undskyldte hendes deltagelse.
Linde mente at kritikerne havde misforstået intentionerne bag kunstværket.
Senere i 2012 medførte  et andet af Lindes kunstværker debat. Dette kunstværk havde omdrejningspunkt i Palmemordet.

## Henvisning
1. ↑  ""Tårtaffären" en världsnyhet". DN. 18. april 2012.
2. 1 2  TT (17. april 2012). "Afrosvenskar kräver ministeravgång". DN.
3. ↑  TTAFP/The Local/ (19. april 2012). "Minister apologizes over 'racist' cake cutting". The Local.
4. ↑  "In Sweden, firestorm over cake art installation". Al Jazeera. Arkiveret fra originalen 19. april 2012. Hentet 19. april 2012.
5. ↑  Søs Lykke Sloth (20. august 2012). "Pippis kunst om Palme-mordet forarger i Sverige". Berlingske.